# Eugoa conflua
Eugoa conflua là một loài bướm đêm thuộc phân họ Arctiinae, họ Erebidae.